# Saison 2 de Canada's Drag Race
La deuxième saison de Canada's Drag Race est diffusée pour la première fois le 14 octobre 2021 sur Crave au Canada et sur WOW Presents Plus à l'international.
En avril 2021, l'émission est renouvelée pour sa deuxième saison. Les juges principaux sont Brooke Lynn Hytes, Amanda Brugel, Brad Goreski et Traci Melchor. Le casting est composé de douze nouvelles candidates et est annoncé le 14 septembre 2021 sur les réseaux sociaux.
La gagnante de la saison reçoit 100 000 dollars canadiens et un lot de maquillage de la part de Shoppers Drug Mart.
La gagnante de la saison est Icesis Couture, avec Kendall Gender et Pythia comme secondes.

## Candidates
Les candidates de la deuxième saison de Canada's Drag Race sont :
(Les noms et âges donnés sont ceux annoncés au moment de la compétition.)
| Candidates        | Âge | Résidence                       | Classement  |
| ----------------- | --- | ------------------------------- | ----------- |
| Icesis Couture    | 34  | Ottawa, Ontario                 | Gagnante    |
| Kendall Gender    | 30  | Vancouver, Colombie-Britannique | Secondes    |
| Pythia            | 26  | Montréal, Québec                | Secondes    |
| Gia Metric        | 29  | Vancouver, Colombie-Britannique | 4ème place  |
| Adriana           | 29  | Québec, Québec                  | 5ème place  |
| Kimora Amour      | 34  | Scarborough, Ontario            | 6ème place  |
| Synthia Kiss      | 29  | Vancouver, Colombie-Britannique | 7ème place  |
| Eve 6000          | 29  | Toronto, Ontario                | 8ème place  |
| Suki Doll         | 27  | Montréal, Québec                | 9ème place  |
| Stephanie Prince  | 24  | Calgary, Alberta                | 10ème place |
| Océane Aqua-Black | 35  | Québec, Québec                  | 11ème place |
| Beth              | 24  | Vancouver, Colombie-Britannique | 12ème place |

1. ↑  Icesis Couture a ensuite participé à la première saison de Canada's Drag Race: Canada vs The World.
2. ↑  Kendall Gender a ensuite participé à la première saison de Canada's Drag Race: Canada vs The World.
3. ↑  Pythia a ensuite participé à la première saison de RuPaul's Drag Race: Global All Stars.
4. ↑  Suki Doll a été élue Miss Sympathie.
5. ↑  Stephanie Prince a ensuite participé à la première saison de Canada's Drag Race: Canada vs The World.

## Progression des candidates
|            |                   | Épisode | Épisode | Épisode | Épisode | Épisode | Épisode | Épisode | Épisode | Épisode | Épisode  |
| 1          | 2                 | 3       | 4       | 5       | 6       | 7       | 8       | 9       | 10      |         |          |
| ---------- | ----------------- | ------- | ------- | ------- | ------- | ------- | ------- | ------- | ------- | ------- | -------- |
| Candidates | Icesis Couture    | WIN     | BTM2    | SAFE    | SAFE    | HIGH    | WIN     | HIGH    | BTM2    | SAFE    | GAGNANTE |
| Candidates | Pythia            | SAFE    | WIN     | SAFE    | HIGH    | HIGH    | HIGH    | LOW     | WIN     | SAFE    | SECONDE  |
| Candidates | Kendall Gender    | SAFE    | HIGH    | LOW     | SAFE    | LOW     | BTM2    | WIN     | LOW     | SAFE    | SECONDE  |
| Candidates | Gia Metric        | BTM2    | HIGH    | HIGH    | SAFE    | WIN     | HIGH    | BTM2    | HIGH    | ELIM    | INVITÉE  |
| Candidates | Adriana           | SAFE    | SAFE    | WIN     | LOW     | HIGH    | LOW     | SAFE    | ELIM    | INVITÉE | INVITÉE  |
| Candidates | Kimora Amour      | SAFE    | SAFE    | SAFE    | HIGH    | SAFE    | HIGH    | ELIM    |         | INVITÉE | INVITÉE  |
| Candidates | Synthia Kiss      | SAFE    | SAFE    | BTM2    | WIN     | BTM2    | ELIM    |         |         | INVITÉE | INVITÉE  |
| Candidates | Eve 6000          | LOW     | LOW     | HIGH    | BTM2    | ELIM    |         |         |         | INVITÉE | INVITÉE  |
| Candidates | Suki Doll         | HIGH    | LOW     | SAFE    | ELIM    |         |         |         |         | MISS C. | INVITÉE  |
| Candidates | Stephanie Prince  | HIGH    | SAFE    | ELIM    |         |         |         |         |         | INVITÉE | INVITÉE  |
| Candidates | Océane Aqua-Black | SAFE    | ELIM    |         |         |         |         |         |         | INVITÉE | INVITÉE  |
| Candidates | Beth              | ELIM    |         |         |         |         |         |         |         | INVITÉE | INVITÉE  |

 La candidate a gagné Canada's Drag Race.
 La candidate a fini seconde.
 La candidate a été élue Miss Congeniality.
 La candidate a gagné le défi.
 La candidate a reçu des critiques positives des juges et a été déclarée sauve.
 La candidate a été déclarée sauve.
 La candidate a reçu des critiques négatives des juges mais a été déclarée sauve.
 La candidate a été en danger d'élimination.
 La candidate a été éliminée.

## Lip-syncs
| Épisode | Candidate                                    | vs.                                          | Candidate                                    | Chanson                        | Artiste       | Candidate éliminée |
| ------- | -------------------------------------------- | -------------------------------------------- | -------------------------------------------- | ------------------------------ | ------------- | ------------------ |
| 1       | Beth                                         | vs.                                          | Gia Metric                                   | Maneater                       | Nelly Furtado | Beth               |
| 2       | Icesis Couture                               | vs.                                          | Océane Aqua-Black                            | Stupid Shit                    | Girlicious    | Océane Aqua-Black  |
| 3       | Stephanie Prince                             | vs.                                          | Synthia Kiss                                 | Ghost                          | Fefe Dobson   | Stephanie Prince   |
| 4       | Eve 6000                                     | vs.                                          | Suki Doll                                    | Happinness                     | KAPRI         | Suki Doll          |
| 5       | Eve 6000                                     | vs.                                          | Synthia Kiss                                 | I Love Myself Today            | Bif Naked     | Eve 6000           |
| 6       | Kendall Gender                               | vs.                                          | Synthia Kiss                                 | Heaven                         | DJ Sammy      | Synthia Kiss       |
| 7       | Gia Metric                                   | vs.                                          | Kimora Amour                                 | Get Naked                      | B4-4          | Kimora Amour       |
| 8       | Adriana                                      | vs.                                          | Icesis Couture                               | Everybody Say Love             | Mitsou        | Adriana            |
| Épisode | Candidate                                    | vs.                                          | Candidate                                    | Chanson                        | Artiste       | Gagnante           |
| 9       | Gia Metric                                   | vs.                                          | Kendall Gender                               | Main Event                     | RuPaul        | Kendall Gender     |
| 9       | Icesis Couture                               | vs.                                          | Pythia                                       | Born Naked                     | RuPaul        | Icesis Couture     |
| 9       | Gia Metric                                   | vs.                                          | Pythia                                       | Call Me Mother                 | RuPaul        | Pythia             |
| 10      | Icesis Couture vs. Kendall Gender vs. Pythia | Icesis Couture vs. Kendall Gender vs. Pythia | Icesis Couture vs. Kendall Gender vs. Pythia | It's All Coming Back to Me Now | Céline Dion   | Icesis Couture     |

 La candidate a été éliminée après sa première fois en danger d’élimination.
 La candidate a été éliminée après sa deuxième fois en danger d’élimination.
 La candidate a été éliminée après sa troisième fois en danger d’élimination.
 La candidate a remporté le lip-sync pour gagner sa place en finale.
 La candidate a remporté le lip-sync final.

## Juges invités
Cités par ordre chronologique : 
- Caitlin Cronenberg, photographe canadienne ;
- Hollywood Jade, chorégraphe canadien ;
- Fefe Dobson, chanteuse canadienne ;
- Connor Jessup, acteur canadien ;
- Bif Naked, musicienne canadienne ;
- Gigi Gorgeous, actrice américaine ;
- Emma Hunter, comédienne canadienne ;
- Mitsou, chanteuse québécoise.

### Invités spéciaux
Certains invités apparaissent dans les épisodes, mais ne font pas partie du panel de jurés.
Épisode 3
- Jimbo, candidate de la première saison.

Épisode 4
- Boman Martinez-Reid, acteur canadien.

Épisode 10
- Hollywood Jade, chorégraphe canadien ;
- Priyanka, gagnante de la première saison.

## Épisodes
| CANDIDATE    | Adriana        | Eve 6000         | Gia Metric | Icesis Couture | Kendall Gender  | Kimora Amour | Pythia           | Suki Doll | Synthia Kiss |
| PERSONNAGE   | Sofía Vergara  | Bernie Sanders   | Jim Carrey | La Veneno      | Kris Jenner     | Leslie Jones | Grimes           | Yoko Ono  | Rachel Zoe   |
| PERSONNALITÉ | Vanessa Morgan | Carrie-Anne Moss | Mike Myers | Sandra Oh      | Stacey McKenzie | Deborah Cox  | Catherine O'Hara | Sandra Oh | Jeanne Beker |

| GROUPE    | THE GIDDY HOES | THE GIDDY HOES | THE GIDDY HOES | THE GIDDY HOES | THE DOESY GIRLS | THE DOESY GIRLS | THE DOESY GIRLS | THE DOESY GIRLS |
| --------- | -------------- | -------------- | -------------- | -------------- | --------------- | --------------- | --------------- | --------------- |
| CANDIDATE | Adriana        | Gia Metric     | Icesis Couture | Pythia         | Eve 6000        | Kendall Gender  | Kimora Amour    | Synthia Kiss    |

| CANDIDATE                              | ICESIS COUTURE | KENDALL GENDER | PYTHIA        |
| -------------------------------------- | -------------- | -------------- | ------------- |
| NOMBRE DE VICTOIRES                    | 2              | 1              | 2             |
| ÉPISODE(S)                             | Épisodes 1, 6  | Épisode 7      | Épisodes 2, 8 |
| NOMBRE DE FOIS EN DANGER D'ÉLIMINATION | 2              | 1              | 0             |
| ÉPISODE(S)                             | Épisodes 2, 8  | Épisode 6      | —             |